# تانر بوسر
تانر بوسر (بالإنجليزية: Tanner Boser؛ مواليد 2 أغسطس 1991) هو مُقاتل فنون قتالية مختلطة كندي.

## وصلات خارجية
- تانر بوسر على موقع يو إف سي (الإنجليزية)
- تانر بوسر على موقع شيردوغ (الإنجليزية)
- تانر بوسر على موقع Tapology.com (الإنجليزية)